# Fudbalski klub Radnički Beograd
Il FK Radnički (in serbo ФК Раднички?) è una società calcistica della Serbia con sede a Novi Beograd, fondata il 20 aprile 1920. La squadra era conosciuta recentemente col nome dello sponsor come FK Radnički Jugopetrol (ФК Раднички Југопетрол), sebbene il nome ufficiale sia FK Radnički Beograd dato che la società era nata nella capitale e solo successivamente si è trasferita nel sobborgo.
Milita nella Srpska liga Beograd, terzo livello del calcio serbo.

## Storia

### Primi anni
Ispirati dalle partite disputate fra gli altri club esistenti nel Regno di Jugoslavia, gli studenti della scuola di costruzione di imbarcazioni tennero un'assemblea nella loro scuola il 20 aprile 1920 e fondarono una squadra e la chiamarono BSK Radnički (БСК Раднички). Tra i 29 membri fondatori, Ilija Krstić è stato eletto come primo presidente del club. Dopo aver raccolto abbastanza denaro per comprare un pallone, una cosa non da poco per i tempi, il problema successivo era trovare un terreno dove giocare: alcuni membri premevano per condividere il campo di un'altra squadra belgradese, il Srpski Mač, mentre altri volevano giocare nell'area chiamata Bara Venecija sul terreno che il Železničar usa ancora oggi. Vinsero i secondi, così i primi calci della squadra furono a Bara Venecija, un quartiere urbano di Belgrado situato sulla riva destra del fiume Sava.
Sfortunatamente non ci sono testimonianze delle prime partite giocate nel 1920; la prima partita riportata sui giornali fu contro il Brđanin di Senjak nell'autunno 1921, una sconfitta per 0-4. Il 22 marzo 1921 il Radnički entrò nella Associazione Calcistica di Belgrado e fu inserito nel gruppo B della Seconda Divisione, finendo 5º su sei squadre. Nella stagione successiva, 1922-23, unito al FK Grafičar, finì 6º su otto. Il primo successo fu la vittoria del girone nel 1924-25, finì la stagione con 9 vittorie, 1 pareggio e 2 sconfitte, ed i giocatori in quella stagione furono Milan Ristić, Milojević, Sveta Pačić, Janaković, Petrović, Zistahis, Bora Kostić, Slobodan Paunović, Radivoje Srećković, Obojević e Dušan Milosavljević.

### L'epoca d'oro
I momenti più importanti della storia del club arrivarono subito dopo la seconda guerra mondiale. Nel 1950 il club vinse il campionato di terza divisione, e nel 1953, dopo aver vinto vari spareggi, ottenne la promozione in prima divisione. Nella prima stagione ottenne un 12º posto su 14 ed evitò la retrocessione, nella stagione successiva fece meglio, 10º posto. Nel 1955-56 ottenne il miglior successo: 3º posto, dietro alle sole grandi di Belgrado, Stella Rossa e Partizan. La squadra in quella stagione era allenata dall'ex-mister del Partizan Illés Spitz e fra i calciatori protagonisti vi erano Zlatan Ljujić, Blagoje Vidinić, M. Petrović, Radmilo Ristić, Đura Čokić, B. Pavlović, M. Ljubenović, Milorad Diskić, Pflander, Pašković, Zoran Prljinčević, Aleksandar Petaković, Ljuba Ognjanović, Josipović, Jovan Jezerkić, Tihomir Marković, Marcel Žigante e Božidar Mladenović.
Nella stagione successiva, con la squadra invariata, finì 8º, ma raggiunse la finale della coppa jugoslava allo Stadio JNA contro i padroni di casa. Nell'intervallo il Radnički era in vantaggio per 3-0, ma nella ripresa i bianconeri rimontarono con 5 reti. Nonostante la sconfitta, il Radnički ha avuto un grande impatto nel calcio jugoslavo del tempo; dato che giocavano sul campo di Viline Vode si guadagnarono il soprannome "Majstori sa Dunava" ("Мајстори са Дунава"), ovvero i "Maestri del Danubio".
Nel 1957-58 il Radnički finì nuovamente terzo dietro Dinamo Zagabria e Partizan, a pari punti ma con miglior quoziente reti della Stella Rossa. Nel 1958-59 terminò al 4º posto dietro Stella Rossa, Partizan e Vojvodina. Tuttavia queste furono le ultime stagioni dell'epoca d'oro dei maestri del Danubio, nel 1959-60 finirono noni e nel 1960-61 dodicesimi e retrocedettero.
Tornarono nella massima divisione nel 1965 ma finirono penultimi e retrocedettero di nuovo.

### Caduta
Dopo la retrocessione del 1966, la squadra ha subì un ulteriore declassamento nella Lega Repubblicana serba (terza divisione). Per 20 anni non riuscì più a tornare nei quartieri alti, anzi, subendo un altro declassamento nel 1975 nella Lega di Zona di Belgrado (quarta divisione). È durante questo periodo che il club si trasferisce a Novi Beograd, una nuova area in via di sviluppo, sulla riva sinistra del fiume Sava.

### Storia recente
Nel ventennio trascorso nei campionati minori, principalmente nella Lega di Zona di Belgrado e nella lega serba di nuova costituzione (ancora nel sistema calcistico jugoslavo), il club ha sviluppato un programma per la crescita di giovani calciatori, molti dei quali sono diventati professionisti. La risalita comincia nel 1986 con la conquista della coppa regionale di Belgrado, e nel 1992 con il ritorno nella massima divisione grazie alle reti di Dejan Gluščević.
Seguono quattro stagioni consecutive in prima divisione fino alla retrocessione nel 1996. Per il ritorno nella massima divisione bisogna aspettare il 2004, finendo 12º su 16, ovvero conquistando la salvezza, ma la direzione del club per motivi di problemi finanziari decide di lasciare la massima competizione.

## Cronistoria

### Competizioni nazionali
| Stagione            | Liv.                  | Campionato                  | n° sqr                | Pos.                  | Note                                                 | Coppa nazionale        |
| ------------------- | --------------------- | --------------------------- | --------------------- | --------------------- | ---------------------------------------------------- | ---------------------- |
| R.S.F. JUGOSLAVIA   | R.S.F. JUGOSLAVIA     | R.S.F. JUGOSLAVIA           | R.S.F. JUGOSLAVIA     | R.S.F. JUGOSLAVIA     | R.S.F. JUGOSLAVIA                                    | Kup Maršala Tita       |
| 1946-47             | II                    | Druga Liga - II Zona Serbia | 8                     | 3º                    |                                                      | non qualificato        |
| 1947-48             |                       |                             |                       |                       |                                                      | non qualificato        |
| 1948-49             |                       |                             |                       |                       |                                                      | non qualificato        |
| 1949-50             |                       |                             |                       |                       |                                                      | eliminato 32esimi      |
| 1950                | III                   | Treća Liga                  | 12                    | 1º                    | Promosso in Druga Liga                               | eliminato quarti       |
| 1951                | II                    | Druga Liga                  | 16                    | 5º                    |                                                      | eliminato 32esimi      |
| 1952                | II                    | Druga Liga - Gir. Belgrado  | 8                     | 1º                    | Eliminato negli spareggi-promozione                  | non qualificato        |
| 1952-53             | II                    | Druga Liga - Gir. Belgrado  | 10                    | 1º                    | Vince gli spareggi-promozione. Promosso in Prva Liga | non qualificato        |
| 1953-54             | I                     | Prva Liga                   | 14                    | 12º                   |                                                      | non qualificato        |
| 1954-55             | I                     | Prva Liga                   | 14                    | 10º                   |                                                      | eliminato ottavi       |
| 1955-56             | I                     | Prva Liga                   | 14                    | 3º                    |                                                      | eliminato quarti       |
| 1956-57             | I                     | Prva Liga                   | 14                    | 8º                    |                                                      | finalista              |
| 1957-58             | I                     | Prva Liga                   | 14                    | 3º                    |                                                      | eliminato ottavi       |
| 1958-59             | I                     | Prva Liga                   | 12                    | 4º                    |                                                      | eliminato ottavi       |
| 1959-60             | I                     | Prva Liga                   | 12                    | 9º                    |                                                      | eliminato 16esimi      |
| 1960-61             | I                     | Prva Liga                   | 12                    | 12º                   | Retrocede in Druga Liga                              | eliminato quarti       |
| 1961-62             | II                    | Druga Liga - Gir. Est       | 12                    | 3º                    |                                                      | eliminato 16esimi      |
| 1962-63             | II                    | Druga Liga - Gir. Est       | 16                    | 2º                    |                                                      | eliminato 16esimi      |
| 1963-64             | II                    | Druga Liga - Gir. Est       | 16                    | 3º                    |                                                      | non qualificato        |
| 1964-65             | II                    | Druga Liga - Gir. Est       | 16                    | 1º                    | Promosso in Prva Liga                                | eliminato ottavi       |
| 1965-66             | I                     | Prva Liga                   | 16                    | 16º                   | Retrocede in Druga Liga                              | non qualificato        |
| 1966-67             | II                    | Druga Liga - Gir. Est       | 18                    | 18º                   | Retrocede nella Srpska Liga                          | eliminato ottavi       |
| 1967-68             | III                   | Srpska Liga - Gir. Nord     | 16                    | 2º                    | Promosso in Druga Liga dopo spareggi                 | non qualificato        |
| 1968-69             | II                    | Druga Liga - Gir. Nord      | 16                    | 5º                    |                                                      | non qualificato        |
| 1969-70             | II                    | Druga Liga - Gir. Nord      | 16                    | 16º                   | Retrocede nella Srpska Liga                          | non qualificato        |
| 1970-1989           | nei campionati minori | nei campionati minori       | nei campionati minori | nei campionati minori | nei campionati minori                                | non qualificato        |
| 1989-90             | III                   | Treća Liga - Gir. Nord      | 18                    | 1º                    | Promosso in Druga Liga                               | non qualificato        |
| 1990-91             | II                    | Druga Liga                  | 19                    | 9º                    |                                                      | non qualificato        |
| 1991-92             | II                    | Druga Liga                  | 20                    | 3º                    | Promosso in Prva Liga                                | non qualificato        |
| R.F. JUGOSLAVIA     | R.F. JUGOSLAVIA       | R.F. JUGOSLAVIA             | R.F. JUGOSLAVIA       | R.F. JUGOSLAVIA       | R.F. JUGOSLAVIA                                      | Kup Jugoslavije        |
| 1992-93             | I                     | Prva Liga                   | 19                    | 15º                   |                                                      | eliminato ottavi       |
| 1993 aut.           | I                     | Prva Liga - 1B              | 10                    | 3º                    | Promossa in 1A                                       | eliminato ottavi       |
| 1994 prim.          | I                     | Prva Liga - 1A              | 10                    | 8º                    | Retrocede in 1B                                      | eliminato ottavi       |
| 1994 aut.           | I                     | Prva Liga - 1B              | 10                    | 3º                    | Promossa in 1A                                       | eliminato 16esimi      |
| 1995 prim.          | I                     | Prva Liga - 1A              | 10                    | 10º                   | Retrocede in 1B                                      | eliminato 16esimi      |
| 1995 aut.           | I                     | Prva Liga - 1B              | 10                    | 6º                    |                                                      | eliminato ottavi       |
| 1996 prim.          | I                     | Prva Liga - 1A              | 10                    | 10º                   | Retrocede in Druga Liga                              | eliminato ottavi       |
| 1996-97             | II                    | Druga Liga - Gir. Est       | 18                    | 7º                    |                                                      | non qualificato        |
| 1997-98             | II                    | Druga Liga - Gir. Est       | 18                    | 12º                   |                                                      | non qualificato        |
| 1998-99             | II                    | Druga Liga - Gir. Est       | 18                    | 11º                   |                                                      | eliminato 16esimi      |
| 1999-00             | II                    | Druga Liga - Gir. Nord      | 18                    | 3º                    |                                                      | eliminato 16esimi      |
| 2000-01             | II                    | Druga Liga - Gir. Nord      | 18                    | 3º                    |                                                      | eliminato 16esimi      |
| 2001-02             | II                    | Druga Liga - Gir. Nord      | 18                    | 6º                    |                                                      | eliminato 16esimi      |
| SERBIA E MONTENEGRO | SERBIA E MONTENEGRO   | SERBIA E MONTENEGRO         | SERBIA E MONTENEGRO   | SERBIA E MONTENEGRO   | SERBIA E MONTENEGRO                                  | Kup Srbije i Crne Gore |
| 2002-03             | II                    | Druga Liga - Gir. Nord      | 12                    | 3º                    |                                                      | eliminato ottavi       |
| 2003-04             | II                    | Druga Liga - Gir. Nord      | 10                    | 1º                    | Promosso in Prva Liga                                | eliminato ottavi       |
| 2004-05             | II                    | Prva Liga                   | 16                    | 12º                   | Rinuncia per problemi finanziari                     | eliminato 16esimi      |
| SERBIA              |                       |                             |                       |                       |                                                      |                        |
| 2005-oggi           | nei campionati minori | nei campionati minori       | nei campionati minori | nei campionati minori | nei campionati minori                                |                        |

### In Europa
| Stagione | Competizione  | Turno      | Naz.                  | Avversario        | Risultati |
| -------- | ------------- | ---------- | --------------------- | ----------------- | --------- |
| 1958     | Coppa Mitropa | Ottavi     | Ungheria (bandiera)   | Ferencváros       | 3-3, 2-1  |
| 1958     | Coppa Mitropa | Quarti     | Romania (bandiera)    | Ştiinţa Timişoara | 4-2, 3-1  |
| 1958     | Coppa Mitropa | Semifinali | Jugoslavia (bandiera) | Stella Rossa      | 0-0, 1-2  |

## Palmarès

### Competizioni nazionali
- 2. Savezna liga: 1

1964-1965 (girone est)
- 3. Savezna liga: 1

1950
- Druga liga Srbije i Crne Gore: 1

2003-2004 (girone nord)
- Srpska Liga: 1

2021-2022

### Competizioni giovanili
- Juniorsko prvenstvo Jugoslavije u nogometu: 1

1947-1948

### Altri piazzamenti
- 2. Savezna liga:

Secondo posto: 1962-1963 (girone est)
Terzo posto: 1961-1962 (girone est), 1963-1964 (girone est), 1991-1992
- Druga liga SR Jugoslavije:

Terzo posto: 1999-2000 (girone nord), 2000-2001 (girone nord), 2002-2003 (girone nord)

## Giocatori famosi
Da calciatore del Radnički, Zoran Prljinčević è diventato capocannoniere della Prva Liga 1960-1961, in coabitazione con Todor Veselinović (Vojvodina), con 16 reti.
/ Jugoslavia,
 Serbia e Montenegro o  Serbia
- Dušan Anđelković
- Darko Buser
- Prvoslav Dragičević
- Jovan Jezerkić
- Saša Kovačević
- Milan Ljubenović
- Pavle Ninkov
- Milan Obradović
- Ljubomir Ognjanović
- Radivoj Ognjanović
- Aleksandar Petaković
- Zoran Prljinčević
- Miroslav Savić
- Dragan Simeunović
- Ivan Sole
- Jovan Stanković
- Dejan Stefanović
- Blagoje Vidinić
- Vladimir Volkov
- Dragan Vukmir
- Saša Ilić

Stranieri
- Nenad Mišković
- Jovan Lucic
- Aleksandar Todorovski
- Dejan Damjanović
- Milan Jovanović
- Mitar Novaković
- Marko Dević

### Vincitori di titoli
Calciatori campioni olimpici di calcio
- Blagoja Vidinić (Roma 1960)

## Stadio
Lo stadio è lo Sports complex Radnički Belgrado ed è composto da un campo principale, da 5 campi di allenamento ed uno in sintetico.

## Giovanili
Ci sono squadre giovanili in tutte le categorie, partendo dagli under-11 fino agli under-17. Il club ha una lunga tradizione nel lavoro con i giovani.